# Negra

Pentagrama amb tres símbols: dues notes negres i un silenci de negra

Una negra és el símbol utilitzat per indicar un so amb una duració de temps. Correspon a la quarta part d'una nota rodona. La negra és un oval colorejat de negre (d'aquí el seu nom), de la qual surt una línia recta vertical, sense cap adorn. El seu silenci equivalent és el silenci de negra que significa que durant un temps no s'efectua so. El silenci de negra habitualment es representa amb el símbol , ocasionalment, però, es fa servir el símbol antic .
La il·lustració mostra dues negres i un silenci de negra. La direcció de la barra vertical depèn de la posició de la nota dins del pentagrama. Des de la tercera línia cap amunt la negra es representa amb el pal cap avall sortint des de l'esquerra del cap de la negra. Per negres situades per sota la tercera línia del pentagrama, el pal es col·loca cap amunt sortint de la dreta del cap de la negra. Aquesta regla no és, això no obstant, absoluta, i pot variar quan és necessari lligar notes o quan hi ha més d'una veu.
En qüestions de ritme, la negra sol ser el patró utilitzat per la majoria de les peces. Els compassos "per quatre" (tres per quatre, dos per quatre, quatre per quatre, ...), en què la negra dura un temps del compàs són, en general, els més utilitzats. La mètrica d'una obra musical sol estar marcada en "negres per minut".